# Burni Datar
Burni Datar är ett berg i Indonesien.   Det ligger i provinsen Aceh, i den västra delen av landet, 1 600 km nordväst om huvudstaden Jakarta. Toppen på Burni Datar är 1 882 meter över havet, eller 65 meter över den omgivande terrängen. Bredden vid basen är 1,6 km.
Terrängen runt Burni Datar är huvudsakligen kuperad.Runt Burni Datar är det mycket glesbefolkat, med 5 invånare per kvadratkilometer. I omgivningarna runt Burni Datar växer i huvudsak städsegrön lövskog.